# Хто є хто
«Хто є хто» (фр. Flic Ou Voyou) — французький кінофільм-бойовик що вийшов 28 березня 1979 року з Жаном-Полем Бельмондо в головній ролі. Екранізація роману Мішеля Грізолія «Інспектор узбережжя».

## Сюжет
У Ніцці вбиті комісар поліції, відомий своїм тісним зв'язком з місцевими кримінальними босами, а також повія. Незабаром в місто приїжджає Антоніо Черутті (Жан-Поль Бельмондо) — крутий хлопець на крутому автомобілі і з великим револьвером, який назвався братом убитої дівчини. Насправді це дивізійний комісар Станіслас Боровіц з Управління власної безпеки, присланий з Парижа покінчити з корупцією в поліції Ніцци. Що він і робить, правда, не дуже законними методами. Тепер місцевим злочинцям не зрозуміти, чи то вони ведуть боротьбу із занадто жорстоким поліціянтом, чи то проти них орудує другий нахабний злочинець.

## У ролях
- Жан-Поль Бельмондо — Антоніо Черутті (комісар Станіслас Боровіц)
- Жюлі Жезекель — Шарлотта (дочка Станісласа Боровіца)
- Жорж Жере — Теодор Мюзар
- Марі Лафоре — Едмонда Пюже-Ростан
- Жан-Франсуа Бальмер — інспектор Массар
- Клод Броссе — Ахілл
- Мішель Бон — Марсель Ланглуа
- Шарль Жерар — Казобан
- Мішель Галабрю — комісар Грімо
- Тоні Кендалл — Рей
- Мішель Пейрелон — Каміль
- Філіпп Кастеллі — інспектор автошколи
- Катрін Лашан — Сімон
- Венантіно Венантіні — Маріо
- Марк Ламоль — прокурор
- Патрік Рокка — Люсьєн, господар казино
- Жюльєтта Міллс — мадам Бертран
- Мірей Орсіні — мадам Клара Черутті
- Роберті — продавець
- Антуан Мазеллі — декоратор
- Жоржія Беле — Женев'єва
- Рене Трамоні — епізод
- Бернар Фонтейн — епізод
- Анрі Атталь — епізод
- Мішель Жакті — дівчина у кемпінгу
- Жан Марсілья — водій таксі
- Жак Лежон — Луї
- Майте Массон — епізод
- Рене-Шарль Трамоні — бандит
- Себ — ювелір
- Валері Кіркорян — Ріта Черутті
- Моріс Озель — поліцейський
- Бріжит Бівальські — стюардеса

## Знімальна група
- Режисер — Жорж Лотнер
- Сценаристи — Жан Ерман, Мішель Одіар
- Оператор — Анрі Деке
- Композитор — Філіпп Сард
- Художник — Тоні Роман
- Продюсери — Ален Пуаре, Жан-Поль Бельмондо